# 22260 Ur
22260 Ur là một tiểu hành tinh vành đai chính với chu kỳ quỹ đạo là 1569.5168439 ngày (4.30 năm).
Nó được phát hiện ngày 19 tháng 10 năm 1979 by A. Mrkos ở Đài thiên văn Kleť ở České Budějovice, Czech Republic.